# Tokyo Broadcasting System

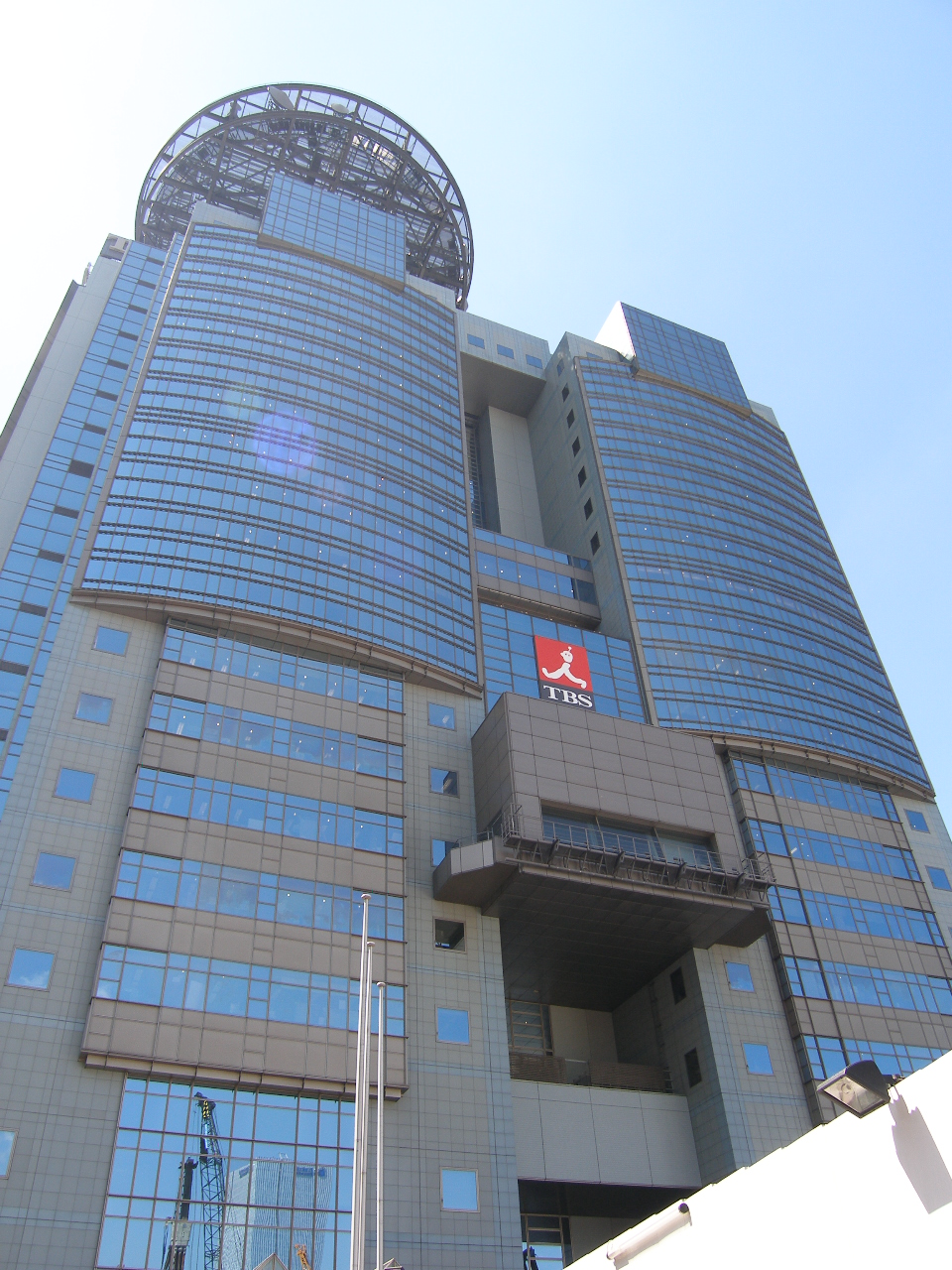
Tokyo Broadcasting System (TBS) à Akasaka

Pour les articles homonymes, voir TBS.
Tokyo Broadcasting System, Incorporated (株式会社東京放送, kabushiki gaisha tōkyō hōsō, couramment abrégé TBS, TSE : 9401) est une télévision japonaise distribuée par le réseau. 

## Histoire
Elle émet depuis avril 1955.
TBS est un holding créé en mai 1951 pour la Radio Tokyo KRT, puis renommé en TBS.
En 1990, elle envoya le premier japonais dans l'espace en organisant un vol pour le journaliste Toyohiro Akiyama a bord de la mission Soyouz TM-11 à destination de la station spatiale Mir.

## Holdings
Médias
- Tokyo Broadcasting System Television, Inc.
- TBS Radio & Communications, Inc.
- TBS Service, Inc.
- TBS-Vision, Inc.
- ACS, Inc.
- Akasaka Video Center Co., Ltd.
- Tokyo Broadcasting System International, Inc.
- TBS TriMedia, Inc.
- Dreamax Television
- Akasaka Graphics Art, Inc.
- F&F, Inc.
- Telecom Sounds
- Procam Co., Ltd.
- Jasc
- VuCast
- Nichion, Inc.

business
- Midoriyama Studio City
- TBS Planning, etc.

Autres
- Yokohama BayStars

### Parts dans d'autres établissements
[Quand ?]
- Rakuten, Inc. - 16,49 %
- The Master Trust Bank of Japan, Ltd. (Pension Account-Pension Trust Account held for Dentsu, Inc.) - 4,89 %
- The Master Trust Bank of Japan, Ltd. (Trust Account) - 4,47 %
- Nippon Life Insurance Company - 4,10 %
- Trust & Custody Services Bank, Ltd. (Trust Account) - 3,35 %
- Mainichi Broadcasting System, Inc. - 3,23 %
- Sumitomo Mitsui Banking Corporation - 3,01 %
- Mitsui Fudosan Co., Ltd. - 3,00 %
- Nomura Securities Co., Ltd. - 2,60 %
- Mitsui & Co., Ltd. - 2,25 %

## Programmation partielle
- Mino Monta no Asa Zuba! (みのもんたの朝ズバッ!!) - du 28 mars 2005 jusqu'au 1er octobre 2021, 5:30 - 8:30 en semaine
- The Time, - du 1er octobre 2021, 5:20 - 8:00 en semaine
- Sanma's Super Karakuri-TV (さんまのスーパーからくりTV) - 19:00 - 20:00 le dimanche
- Groovy After School! MAX (学校へ行こう!MAX) - 19:56 - 20:54 p.m. le mardi
- Zubari Iuwayo! (ズバリ言うわよ!) - 21:00 - 21:54 p.m. le  mardi
- Utaban (うたばん) - 20:00 - 20:54 p.m. le jeudi
- THE Pro Yakyu 2025 (ザ・プロ野球2025) - baseball des Yomiuri Giants et des Yokohama BayStars
- Count Down TV
- The World Heritage
- Dragon Zakura (ドラゴン桜)
- Japan Record Award (輝く!日本レコード大賞)
- Food Battle Club
- Sekiguchi Hiroshi no Tokyo Friend Park II - 19:00 le lundi
- Ninja Warrior Émission durant 3 heures
- Takeshi's Castle
- Open de Tokyo
- Sanma no Super Karakuri TV

Anime
- Ah! My Goddess (TV) (2005-2011)
- Air (2005)
- Albator 84 (1982-1983)
- B't X (1996)
- Black Cat (2005-2006)
- Blood+ (2005-2006)
- Blue Gender (1999-2000)
- Les Castors allumés (depuis 1998)
- Chobits (2002)
- Clannad (2007-2008)
- Code Geass (depuis 2006)
- Colorful (1999)
- Darker than black (2007)
- Détective Academie Q (2003-2004)
- Eureka Seven (2005-2006)
- Fate/stay night (2006)
- Fly (1991-1992)
- Fullmetal Alchemist (2003-2004)
- Get Backers (2002-2003)
- Groove Adventure Rave (Rave Master) (2001-2002)
- H2 (2005)
- Hana yori dango (2005-2007)
- He is my master (2005)
- Heat Guy J (2002-2003)
- Kono minikuku mo utsukushii sekai (2004)
- Kimi wa petto (2003)
- Little Snow Fairy Sugar (2001-2002)
- Lovely Complex (2007)
- Mawaru-Penguindrum (2011)
- Melody of Oblivion (2004)
- Mobile Suit Gundam 00 (2007-2009)
- Mobile Suit Gundam Seed (2002-2003)
- Mobile Suit Gundam Seed Destiny (2004-2005)
- Ordy ou les grandes découvertes (1983-1985)
- Ping-Pong Club (1995)
- Rec (2006)
- Rémi sans famille (1977-1978)
- RoboBlatte (depuis 2003)
- Rozen Maiden (2004-2006)
- Sakura Taisen (2000)
- Shingetsutan Tsukihime (2003)
- Southern Cross (1984)
- Strawberry Marshmallow (2005)
- Tenpō ibun ayakashi ayashi (2006-2007)
- To Love-ru (2008)
- Toward the Terra (2007)
- Venus vs Virus (2007)
- Vexille (2007)
- Witchblade (2006)
- xxxHOLiC (depuis 2006)
- You're Under Arrest (1996-1997)
- Zipang (2004-2005)